# شاه أحمد شفيع
شاه أحمد شفيع بن بركت علي الجاتجامي (بالإنجليزية: Shah Ahmad Shafi) (1916 - 18 سبتمبر 2020)، هو عالم مسلم من كبار علماء بنغلاديش وأقدمهم، وآخر من توفي من خلفاء شيخ الإسلام حسين أحمد المدني، وكان مسند الحديث النبوي في الديار البنغالية، كما كان رئيس جماعة حفظة الإسلام، وعميدًا و مديرًا للجامعة الأهلية دار العلوم معين الإسلام «هات هزاري» (التي هي أكبر جامعة إسلامية في بنغلاديش، وعدد طلابها سبعة آلاف تقريبًا) وكذلك كان الشيخ رئيس الهيئة العليا للجامعات القومية ببنغلاديش، ورئيس وفاق المدارس العربية بالدولة، ورئيس مجلس التعليم القومي وغيرها من الجامعات والمدارس والإدارات الكثيرة. ولد عام 1916 (1334-35هـ) في رانجونية بشيتاغونغ، وتلقى تعليمه الابتدائي والمتوسطي في نفس المدرسة ثم سافر إلى دار العلوم ديوبند لتحصيل العلوم العليا، وتنور هنالك بصحبة كثير من كبار علماء الهند، ومن طليعتهم شيخ الإسلام حسين أحمد المدني، وتشرف بالخلافة المنيفة في الحديث والتصوف من الشيخ المذكور وهو شاب لكثرة ورعه وتقواه ولذكائه.

## روابط خارجية
- الموقع الرسمي لحافظي الإسلام بنجلاديش
- حفاظ الإسلام بنغلادش
- آخر الأخبار
- مجلس التعليم في مدرسة بنجلاديش القومي
- الموقع الرسمي لدار العلوم معين الإسلام الحذاري